# 玻利维亚—美国关系
玻利维亚－美国关系指的是多民族玻利维亚国和美利坚合众国之间的双边关系。
玻利维亚与美国外交关系于1837年美国对秘鲁-玻利维亚邦联进行了第一次大使访问后建立。邦联于1839年解散，直到1848年，美国承认玻利维亚为主权国家，并任命约翰·阿普利顿为临时代办后，双边关系才开始。
传统上，莫拉莱斯总统是委内瑞拉和伊朗的坚定盟友和支持者，他公开批评美国的政策。
根据2012年的“美国全球领导力报告”显示，34%的玻利维亚人赞成美国的领导地位，26%的人反对，40%的人不确定。在2013年的全球民意调查中，55%的玻利维亚人对美国持赞成态度，29%的人表示反对。